# Elastin

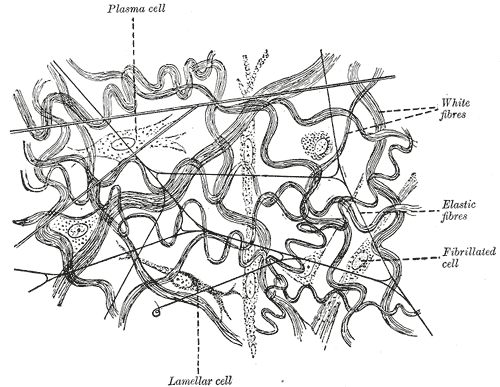
Vazivová tkáň včetně vláken elastických

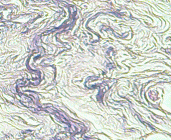
Elastická vlákna

Elastin (řecky: elastos, pružný) je nerozpustný skleroprotein, jehož jméno je odvozeno od jeho elastických vlastností. Je základní složkou některých typů vaziva a je roztroušen v mimobuněčném prostoru různých orgánů obratlovců od kruhoústých nahoru.

## Stavba
Elastin představuje vláknitý řetězec složený z mnoha za sebou zařazených bílkovinných stavebních kamenů. Tyto stavební kameny se označují někdy jako tropoelastin a jsou na rozdíl od hotového elastinu rozpustné ve vodě; enzym, který je schopen elastin ze základních jednotek tvořit, se označuje jako lysyloxidáza.
Složení elastinu je bohaté zejména na aminokyseliny glycin, alanin, prolin, valin a leucin. Obsahuje také poměrně mnoho bazických lysinových zbytků a elastin má proto izoelektrický bod 10.

## Vlastnosti
Elastin je protein podobný kolagenu, který je hlavním komponentem elastických vláken. Patří mezi skleroproteiny, které jsou ve vodě a polárních chemikáliích nerozpustné. Obsahuje vysoký podíl glycinu, prolinu a alifatických aminokyselin. V důsledku jeho přítomnosti je tkáň pružná a elastická. Je složen ze sekvence přibližně 750 aminokyselin, která mu dodává charakterictický tvar.

## Výskyt v těle
Elastin je vláknitá, hydrofóbní bílkovina, která je součástí pojiva. Velké množství elastinu se vyskytuje v cévách poblíž srdce, dále ve vazech, v kůži a v šlachách. Kůži dodává elasticitu, která způsobuje návrat kůže po natažení do původního stavu. Také jako součást vnitřních orgánů (např. plic, cév). Elastin je protein s velmi dlouhou životností, s poločasem rozpadu u lidí více než 78 let. U lidí je elastin kódován genem ELN. 
Elastin plní důležitou funkci v tepnách jako médium pro šíření tlakových vln, aby napomáhal průtoku krve. Je zvláště hojný ve velkých elastických krevních cévách, jako je aorta. Elastin je také velmi důležitý v plicích, elastických vazech, elastické chrupavce, kůži a močovém měchýři. Je přítomen u čelistnatých obratlovců.

## Elastóza
Elastóza je porucha elastických vláken, kdy se ve tkáních nahromadí elastin. Je formou degenerativního onemocnění. Existuje mnoho příčin, ale nyní je běžnou příčinou aktinická elastóza kůže, známá také jako solární elastóza, která je způsobena dlouhodobým a nadměrným sluněním, procesem známým jako fotostárnutí. Mezi méně časté příčiny kožní elastózy patří elastosis perforans serpiginosa, perforující kalcifická elastóza a lineární fokální elastóza. 